# Ferdinand Acatius
‎Ferdinand Acatius, avstrijski jezuit, filozof in teolog, * 8. januar 1630, Dunaj, † 23. december 1691, Dunaj.
Bil je predavatelj filozofije na Jezuitskemu kolegiju v Gradcu, rektor v Leobnu (28. februar 1666–10. marec 1669), rektor v Ljubljani (22. september 1669–2. julij 1672) in rektor v Passau (24. april 1680–5. november 1682).